# Харпакова Балка

Харпакова Балка (укр. Харпакова Балка) — село,
Водянобалковский сельский совет,
Диканьский район,
Полтавская область,
Украина.
Село ликвидировано в 1979-1987 годах.

## Географическое положение
Село Харпакова Балка находится на правом берегу реки Средняя Говтва,
выше по течению на расстоянии в 0,5 км расположено село Онацки.